# Fotbal Club Sportul Studențesc București
FC Sportul Studenţesc Bucureşti é um clube de futebol profissional romeno da cidade de Bucureşti que joga o Campeonato Romeno de Futebol.

## Títulos

### Nacionais
- Liga I
  - Vice-Campeão (1): 1985-86

- Liga II
  - Campeões (4): 1936-37, 1971-72, 2000-01, 2003-04
  - Vice-Campeão (3): 1965–66, 1970–71, 2009–10

- Liga III
  - Campeões (1): 1958-59

- Copa da Romênia
  - Vice-Campeão (3): 1938-39, 1942-43, 1978-79

- Balkans Cup
  - Campeões (1): 1979–80
  - Vice-Campeão (1): 1976